# 拉沙佩勒阿尼翁
拉沙佩勒阿尼翁（法語：La Chapelle-Agnon，法語發音：[la ʃapɛl aɲɔ̃]）是法国多姆山省的一个市镇，位于该省东部偏南，属于昂贝尔区。

## 地理
拉沙佩勒阿尼翁（45°38'0"N, 3°38'16"E）面积26.08 平方千米，位于法国奥弗涅-罗讷-阿尔卑斯大区多姆山省，该省份为法国中南部省份，北起阿列省接壤，东临卢瓦尔省，南至上盧瓦爾省和康塔爾省，西接科雷兹省和克勒兹省。
与拉沙佩勒阿尼翁接壤的市镇（或旧市镇、城区）包括：贝尔蒂尼亚、坎亚、格朗瓦勒、马拉、圣阿芒罗什萨维讷、圣热尔韦苏梅蒙、图尔叙梅蒙。

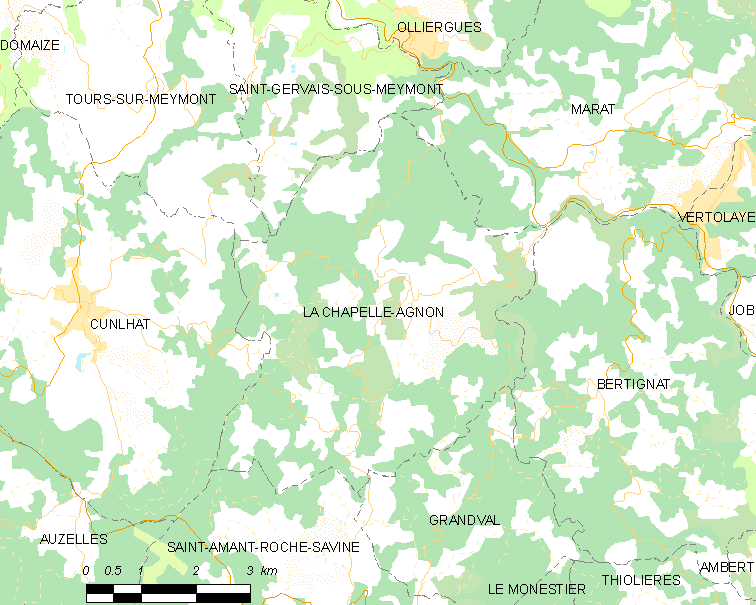
拉沙佩勒阿尼翁的OSM定位图

拉沙佩勒阿尼翁的时区为UTC+01:00、UTC+02:00（夏令时）。

## 行政
拉沙佩勒阿尼翁的邮政编码为63590，INSEE市镇编码为63086。

## 政治
拉沙佩勒阿尼翁所属的省级选区为利夫拉杜瓦山县。

## 人口

1962-2008年间拉沙佩勒阿尼翁人口变化图示

拉沙佩勒阿尼翁于2022年1月1日时的人口数量为351人。